# HD 165358
HD 165358，又名BD+48 2627，SAO 47173、HR 6753，是一颗恒星，视星等为6.21，位于銀經75.85，銀緯27.69，其B1900.0坐标为赤經18h 0m 32.1s，赤緯+48° 27.69′ 34″。